# 華盛頓坎普 (亞利桑那州)
華盛頓坎普（英語：Washington Camp）是位於美國亞利桑那州聖克魯斯縣的一個非建制地區。該地的面積和人口皆未知。

## 地理
華盛頓坎普的座標為31°22′57″N 110°40′31″W / 31.38250°N 110.67528°W，而該地的平均海拔高度為1642米（即5783英尺）。